# Гардош (брдо)
Гардош је један од три лесна брега (друга два су Ћуковац и Калварија), који географски припадају сремској заравни, и југоисточном делу Срема, на десној обали Дунава, недалеко од ушћа Саве. Она својим изгледом и надморском висином од 112 m одскаче од осталог простора Земуна. Иако је у саставу сремске заравни на овој страници биће приказано као посебна предеона целине, на којој је зачето прво насеље Земуна још у праисторији. Ова амбијентална целина заштићена је као део просторно културно-историјске целине „Старо језгро Земуна“, и представља незаобилазну туристичку дестинацију посетилаца овог дела Београда.

## Положај и пространство
Подручје Гардоша (15 блокова) ограничено је Његошевом улицом, Тргом Бранка Радичевића, улицом
Цара Душана, зеленилом лесног одсека, Гробљанском и Широком стазом – Кејом ослобођења. Има нето површину (припадајућих блокова) од око 6,91 ха и нето густину становања од око 154 ст/ха. Због свог повољног положаја на највишим котама лесног платоа Земунских брда (112 мнв) и његовим обронцима изнад десне обале Дунава у североисточном делу језгра Земуна, Гардош је од првих људских насеобина у Срему представљао погодно место за формирање насеља.

## Географске одлике

### Земунска лесна брда
Земунска лесна брда размештен на десној обали Дунава, у непосредној близини ушћа Саве у Дунав, у целини имају обележје низије. Као део велике природне целине – Панонске низије, са панонским природним обележјима. Мало која тачка земунских брда прелази висину од 120 m надморске висине.
Простор земунске општине састоји се од три алувијалне равни степенасто поређаних, одоздо нагоре овим редоследом: 
- Алувијална раван Дунав — непосредно уз десну обалу Дунава.
- Лесне терасе — степенасто су поређане од десне обале дунава све до подножја лесне заравни, која се скоро вертикално уздиже наставља на њих.
- Лесни одсеци — који су настали бочном ерозијом Дунава и Саве местимично рашчлањени терасма и сурдуцима.
- Лесне заравни (у чијем саставу је и брдо Гардош), имају највеће пространство с обзиром да заузимају територију општине Земун од горњих делова града до граница са суседним сремским општинама.

Брдо Гардош који се скоро вертикално уздиже изнад десна обале Дунава, и лесних тераса, и у облику полумесеца пружа ка југозападу и наставља се следећим од три брда Земуна, брдом Ћуковац.

### Геоморфологија
Лес се на овим просторима Србје око ушћа Саве у Дунав, и шире на простору Срема нагомилао се током Леденог доба када су велике реке преносиле финозрни материјал настао глацијалном ерозијом и физичким разоравањем геолошких наслага, углавном у планинским пределима. Ношена ветром, сремској зараван и у оквиру ње Гардош формирана је депонованањем дебеле наслаге леса, током процес који је трајао хиљадама година.

### Географске одлике
Лесни брег или брдо Гардош како га многи називају, је изузетно вредно природно добро, с обзиром да се на овим профилима јасно виде трагови постанка земље у последњих милион година. У том смислу проучавање геоморфологије ове лесне наслаге је веома захвално јер је у њој „записана” целокупна фосилна историја Земуна, која је научницима дала драгоцене информације о прошлости овог града. Наиме лес је као геоморфолошки седимент са фосилним наслагама, тај уз чију помоћ је била могућа реконструкција прилика које су владале током његовог акумулирања.
Наслаге Сремског леса у околини брда Гардош показују да се палеоеколошко (праисторијско) окружење овог простора мењало у распону од тундре до травнате и шумовите степе. Да је снажна стопа акумулација лесне прашине и скоро непоремећена смена лесних и палеоземљишних хоризоната који се срећу у пресецима и одсецима сва три земунска лесна брега представљају природни раритет и у глобалном смислу и даље привлаче пажњу истраживача из целог света.

### Клима
Клима на подручју Гардоша је као и у осталом делу Земуна умерено-континентална. 
Годишња доба
Зиме су умерено хладне, а лета топла; пролећа и јесени су прилично кишовити. Промене услед климатских прилика битно утичу на различито доживљавање амбијента  (Гардоша) зими, лети, у јесен и у пролеће.
Температура ваздуха
Средња годишња температура ваздуха на Гардошу износи 11,9 °C. Најнића је у децембар и јануар, а највиша у јулу и август. Највећи број тропских дана је у јулу (8,8) и августу (8,6), па је у време појаве летње жеге која отежава боравакна Гардошу у таквим условима пријатнији боравак у њговом подножју уз Дунав.
Разлика између јесени и пролећа на Гардошу је свега 0,1 °C. Јесен је дужа од пролећа, са дужим сунчаним и топлим периодима (Михољско лето). У зимским месецима током узастопих дана са јаким мразом може доћи до залеђивања Дунава уз Гардош. 
Ветрови
Како Гардош улази у састав југоисточног Срема ова област је са веома уједначеним орографских прилика, просечне надморске висине око 80 m, и изложен је струјама ваздуха – ветровима – практично из свих праваца. Ипак доминантни су ветрови из западног, северозападног и југоисточног подручја. Ветар кошава, који дува из југоисточног правца, према подацима метеоролошке станице, на овом подручју има највећу честину. Кошава проузрокује суво и ведро време и по правилу он доноси пораст температуре ваздуха, изазивајући повећано испаравање и сушећи земљу. Овај ветар који може бити слаповит, понекад је и олујни ветар, са ударима који достижу брзину од 20,4 — 100 km/h.
Влажност ваздуха
Средња релативна влажност ваздуха на Гардошу је 69,1%. Облачност је промењљива у зависности од годишњег доба, тако да је забалежен у јулу и августу највећи број потпуно ведрих дана. 
Падавине
Падавине, на Гардошу, према годишњој количина воденог талога крећу се око 684,3 mm.

## Биљни и животињски свет
Гардош обилује разноврсним зеленилом. Ближе Дунаву расту разне врсте врба, топола, низијски брест, бели
јасен, багренац, купина и друго шибље. Добар део „зеленог блага“ налази се на простору Гардошког гробља, и у многобројним двориштима кућа изграђеним на падинама Гардоша. 
Ширењем Земуна, стварањем нових насеља, на Гардошу су нестале многобројне њиве, оранице, виногради, гајеви, Све је то утицало на фауну. Многе дивље животиње, због угрожености, бежале су далеко од људских насеља, па тако да се једино могу наћи бројне птице, међу којима су: кукавица, грлица, детлић, црвеноперка, врабац, сова, кос, ћубаста шева, препелица, фазан, врана, вранци, гавранови и галебови на Дунаву, који су чести посетиоци Гардоша.

## Демографија
Подручје Гардоша са мрежом улица које прате спојнице лесне падине има карактер изразито стамбене зоне, чији стамбени фонд чини модификовани тип панонске (руралне) и маловарошке приземне куће. Куће су на регулационој линији, у прекинутом низу карактеристичног ритма, а њихова појединачна диспозиција и укупна концентрична организација на нивоу насеља обезбеђују свима право на поглед према Земуну, рекама и Београду, светлост и сунце у најдужем дневном трајању.
У новије време, одређени број кућа неприлагођене архитектуре (пропорција и ритма) разбио је јединство ове историјско-урбанистичке целине.
Унутар урбанистичке целине Гардоша могу се идентификовати мање амбијенталне целине (микроамбијенти) посебних вредности, као што су:
- Комплекс Николајевске црква,
- Комплекс Тврђаве са Миленијумском кулом,
- Потези улица Његошеве, Синђелићеве, Гардошке, Старе, Високе, Гробљанске, Стрме, Тесне, Чунарске и Весларске.[3]

## Историја
Историја Земуна, везана је за брдо Гардош, на коме је Земун настао у доба неолита, када је саграђено прво утврђено насеље пре више од 7.000 година, у исто време када су на десној обали Дунава стварана и друга нова насеља. Ленсна зараван на Гардошу за тадашње становнике била је идеално место за формирање будућег града, јер су природне препреке, узвишица и близина реке били одлични услови за одбрану од непријатеља. 
Са брда Гардош првобитно насеље се касније ширило, у његово подножје и на остала два суседна брега Ћуковац и Калварију.
Брдо Гардош, и утврђење на њој освајале су и разарале многе војске. У античком топониму, с почетку келтске доминације помиње се брдо Гардош (поч. 3. века п. н. е. — 4. века н.е.) када је Земун први пут забележен у делу Плинија Старијег. У римско доба (1. — 4. век) Таурунум је био утврђено насеље и једно од седишта речне флоте Panonije Secundae као и логор пограничних војних, коњаничких јединица и помоћних трупа. Током сеобе народа Словени су на рушевинама Таурунума стварили свој „Земљани град” на Гардошу и отуда данашњи назив Земуна: adj. Землин-земљан (грчки Зевгмин, мађарски Zimony, латински Samonium, тур. Zemin, и немачки Semlin). 
После франачке и бугарске доминације, брдо Гардош, Земун (и Срем) ушли су у састав Самуиловог царства 971. године,  да би почетком 11. века Византија наново успоставила власт. 
У време Првог крсташког рата он је био богато место са тврђавом (castrum): крсташи под Петром Пустињаком из Амијена сукобили су се 1096. године са његовим становницима и, побивши велики број њих, однели „богат плен", који су шест дана пљачкали, назвавши га притом Malevilla (зли град).
Током 12. века брдо Гардош и Земун у њеном подножју, као поприште византијско-мађарских борби, наизменично су рушени и обнављани. Ово се ривалство око Земуна завршило мађарским освајањем под краљем Белом III 1182. године. Под овом влашћу Гардош је остао све до пада под турску власт, изузимајући време када се налазио у држави српског деспота Ђурђа Бранковића. Током ових борби на темељу утврђење из претходног периода на брду Гардош, у 14. веку настало је ново: готског типа, четвороугаоне основе са дебелим тврђавским зидовима од опеке и четири угаоне куле са купастим крововима. Око тврђаве на Гардошу временом је формирано насеље, које се низ падине Гардоша све више спуштало у подграђе, названо Доњи Град, који су чинили „варош Земун" седамдесетих година 16. века.

## Културно — историјско наслеђе на Гардошу
| Назив                        | Слика | Опис |
| ---------------------------- | ----- | --- |
| Остаци средњовековне тврђаве |       | Одбрамбени зид са пушкарницама и бастионима из 1841. године, сачуван око куле Гардош, као квадратна цитадела, се остаци великих кружних кула и као ограда гробља на Гардошу, представља један од последњих очуваних делова градског бедема средњовековне тврђаве, којим је некада био окружен цео Земун. |
| Миленијумска кула            |       | Једна је од четири Миленијумске куле које су Угарске власти изградиле на све четири стране света, у најудаљенијим градовима краљевства, у склопу прославе хиљадугодишнице досељавања Мађара у Панонију. Кула је висока 36 метара а изграђена је на најужнијој тачки краљевства, на брду Гардош, 1896. године, на темељима древне земунске тврђаве Таурунум из 9. века које се као важна одбрамбена тачка вековима издизала изнад десне обале Дунава.            |
| Земунско гробље              |       | Изграђено пре 1740. године на доњој падини Гардоша, гробље се средином 18. века ширило на платоу Гардошког брега, на коме је просторно је оформљен комплекс који чине два гробља, за три конфенсије: православно, католичко и јеврејско, која су и данас у функцији. |
| Црква Светог Димитрија       |       | Саграђена је 1874—78. године и посвећена Светом великомученику Димитрију, заштитнику породице Петровић, захваљујући донацији Григорија Хариша, земунског трговца, а на основу завештања супруге Марије, рођене Петровић, која се сматра и њеним ктитором. Градитељи Харишеве капеле су арх. Светозар Ивачковић, пројектант, Јосиф Маркс, грађевинар, Павле Симић, сликар иконостаса и занатлије Јован Кистнер, дрворезбар и Самуел Колмајер, златар иконостаса. |
| Кућа Буровца                 |       | Била је изграђена крајем 18. века.од набоја, с једноставним кровом препокривена трском, са забатима од дасака и земљаним подом. Пример је куће у којој је становало сироашније становништва Старог језгра Земуна са јединственим типским осликама, које су подизале мале занатлије, радници, пиљари и рибари. Овај до скора најбоље сачуван аутентични примерак тршчара Старог језгра Земуна, нечијом небригом је порушен.                                      |